# WHERE (SQL)
SQL에서 WHERE 구문은 SQL 데이터 조작 언어(DML)가 특정한 기준을 충족하는 행(row)에만 영향을 미치도록 지정한다. 기준은 구문의 형태로 표현된다. WHERE 구문은 SQL DML에서 의무 사항이 아니라, SQL DML 구문 또는 쿼리에 의해 반환된 결과물에 의해 영향을 받는 열의 수를 제한하도록 사용할 수 있다.

## 개요
WHERE는 SQL 예약어이다.
WHERE 구문은 SQL DML 구문의 한정에 사용되며, 다음과 같은 일반적인 형태를 가진다.
```
SQL
-
DML
-
Statement

FROM
 
table_name

WHERE
 
predicate

```

WHERE 구문이 참인 한정어에 모든 열이 SQL DML 구문이나 질의어에 영향을 받는다. (또는 결과값을 반환하거나) 한정어가 거짓 또는 미지(NULL)이라고 판단한 열은 DML 구문이나 질의어에 영향을 받지 않는다.
아래 질의어는 mycol이라는 컬럼 속에 자료가 100 이상일 때 mytable에서 단지 그러한 열만 반환을 한다.
```
SELECT
 
*

FROM
   
mytable

WHERE
  
mycol
 
>
 
100

```

아래의 DELETE 구문은 mycol이라는 컬럼이 NULL이거나 100 값만 가질 때 mytable에서 단지 그러한 열만 제거한다.
```
DELETE

FROM
   
mytable

WHERE
  
mycol
 
IS
 
NULL
 
OR
 
mycol
 
=
 
100

```

SQL Where 구문을 쓰는 적절한 공식은 다음과 같다
```
SELECT 
<
<
column list
>
>
 FROM 
table
 WHERE 
column 
operatorvalue
```

## 한정어
단순 한정어(predicate)은 =, <>, >, >=, <, <=, IN, BETWEEN, LIKE, IS NULL 또는 IS NOT NULL 중 하나의 연산자를 사용한다.
한정어는 필요하면 괄호로 둘러쌀 수 있다. 키워드 AND 그리고 OR는 2개의 한정어를 새로운 것으로 결합하기 위해 사용될 수 있다. 다중 결합이 적용되면, 결합을 묶어서 값의 순서를 지정하기 위해 괄호가 사용될 수 있다. 괄호가 없으면, AND 연산자가 OR보다 더 강력한 순위를 가진다.
다음의 예는 mycol이라는 컬럼 값이 100 이상이며, 그리고 항목의 값이 'Hammer'라는 문자열과 일치할 때 해당값을 삭제한다
```
DELETE

FROM
   
mytable

WHERE
  
mycol
 
>
 
100
 
AND
 
item
 
=
 
'Hammer'

```

### IN
IN은 후보 셋 내에 있는 어떤 값을 찾을 것이다.
```
SELECT
 
ename
 
WHERE
 
ename
 
IN
 
(
'value1'
,
 
'value2'
,
 
...)

```